# اندیس آنومالی سدید
آنومالی سدید یک اندیس فلزی است که در حوالی شهر سبزوار استان خراسان قرار دارد و مادهٔ معدنی موجود در آن، طلا است.سنگ میزبان این اندیس سنگ‌های ولکانیکی است و دیرینگی آن به دوران ائوسن می‌رسد. در این اندیس، پاراژنز‌های گروه پلاتین و طلا یافت می‌شوند.